# تپه بزرگ (گردی گوره)
تپه بزرگ (گردی گوره) مربوط به هزاره ۳- دوره اشکانیان است و در شهرستان بانه، بخش نمشیر، روستای سیاحومه واقع شده و این اثر در تاریخ ۲۷ مرداد ۱۳۸۲ با شمارهٔ ثبت ۹۶۵۶ به‌عنوان یکی از آثار ملی ایران به ثبت رسیده است.